# コバノトンボソウ
コバノトンボソウ（小葉の蜻蛉草、学名：Platanthera tipuloides subsp. nipponica ）は、ラン科ツレサギソウ属の地生の多年草。

## 特徴
根は一部が紡錘形に肥厚する。茎は単一で直立し、高さは20-40cmになり、繊細である。葉は1個つき、広線形で、長さ3-7cm、幅5-15mmになり、基部は茎を抱く。その上部に披針形の鱗片葉が数個つくがあまり目立たない。
花期は6-8月。淡黄緑色の花を数個まばらに、花序の一方にやや偏ってつける。苞は披針形で、子房より短い。背萼片は卵形で長さ2-2.5mm、側萼片は長楕円形で背萼片よりすこし長い。側花弁は斜長楕円形で背萼片よりやや長い。唇弁は舌状でやや肉質、長さ2.5-4mmになる。距は長さ12-18mmになり、ふつう後方にはね上がる。蕊柱は短く、葯室は平行して接する。

## 分布と生育環境
北海道、本州、四国、九州に分布し、山地帯から亜高山帯の日当たりのよい湿地や湿った草原、海岸湿原などに生育する。

## ギャラリー
- 葉は下方に1個。距は後方にはね上がる。ホソバノキソチドリに似るが、花のつき方と距の向きがちがう。

## 分類
本種とナガバトンボソウは Platanthera tipuloides の亜種とされるが、P. tipuloides の下位分類とせず、独立種 Platanthera nipponica とし、その基本種および変種とする見解がある。和名、学名はYistによる。
- ナガバトンボソウ Platanthera tipuloides (L.f.) Lindl. subsp. linearifolia (Ohwi) K.Inoue
  - シノニム：Platanthera nipponica Makino var. linearifolia (Ohwi) Masam.